# Link di comunicazione
I link di comunicazione sono gli elementi connettivi che mettono in comunicazione i diversi host. Possono essere costituiti da cavi coassiali, cavi di rame, fibre ottiche o sistemi wireless.
La velocità di un link si misura in larghezza di banda.
Gli elementi che collegano tra di loro i diversi link si chiamano router.